# Мала Андруга

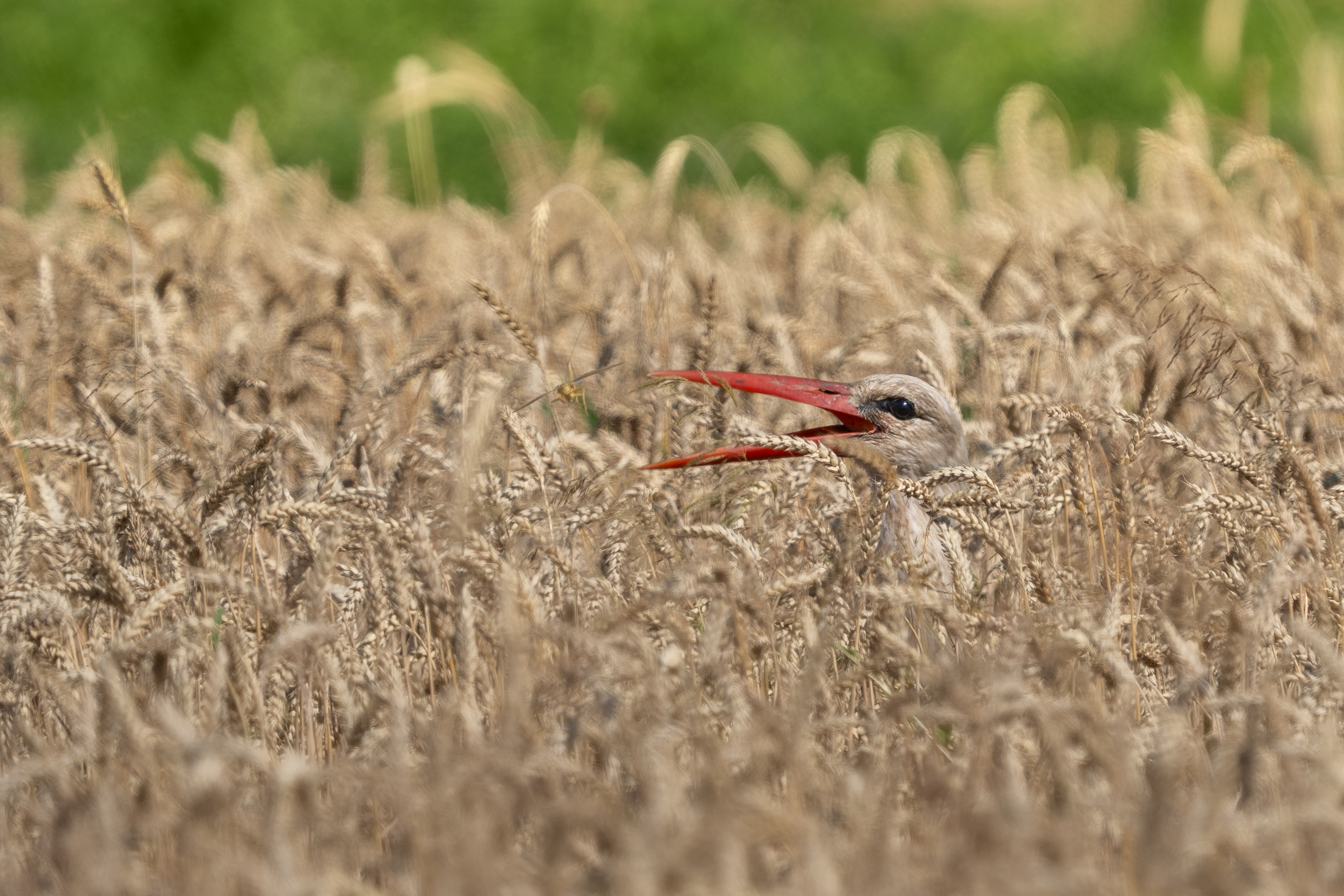
Лелека білий

Мала́ Андру́га — ботанічний заказник місцевого значення в Україні. Розташований поблизу села Андруга (Мала Андруга) Кременецького району Тернопільської області, в межах меліоративної системи у заплаві річки Іква. 
Площа — 31,3 га. Створений відповідно до рішення виконкому Тернопільської обласної ради № 496 від 26 грудня 1983 року. Перебуває у віданні Білокриницької сільради. 
Під охороною — типові лучно-степові та лучно-болотні фітоценози з корисною ентомофауною. Особливо цінні — пальчатокорінники травневий, бузиновий та м'ясо-червоний, занесені до Червоної книги України.